# Crotalaria longidens
Crotalaria longidens là một loài thực vật có hoa trong họ Đậu. Loài này được Verd. miêu tả khoa học đầu tiên.